# بين بالدوين
بين بالدوين (بالإنجليزية: Ben Baldwin)‏ هو مقدم تلفزيوني بريطاني، ولد في 1979.